# Didymosphaeria crastophila
Didymosphaeria crastophila är en lavart. Didymosphaeria crastophila ingår i släktet Didymosphaeria och familjen Didymosphaeriaceae.  Utöver nominatformen finns också underarten brachypodii.